# Encyocratella
Encyocratella là một chi nhện trong họ Theraphosidae.

## Các loài
Chi này gồm các loài:
- Encyocratella olivacea Strand, 1907